# Allan Petre
Allan Mårten Petre, född 21 december 1892 i Kråkshults församling, Jönköpings län, död 10 november 1977 i Brännkyrka församling, Stockholm, var en svensk skogsman och författare.
Allan Petre var son till vice häradshövdingen Ernst Reinhold Petre och sonson till Janne Petre. Han avlade mogenhetsexamen i Linköping 1910 och utexaminerades från Skogshögskolan 1917. Efter praktisk skogstjänst i Norrbottens kustland tjänstgjorde han i Domänstyrelsen 1920 och i Statens kolonisationsnämnd 1920–1925 samt var assistent i Bönälvens revir i Norrbotten 1925–1929. Han drev 1929–1943 som frilans journalistisk verksamhet och var från 1944 redaktionssekreterare i Svenska skogsvårdsföreningens tidskrift. Petre publicerade ett stort antal uppsatser i skogs- och jakttidskrifter samt i dagspressen och därutöver ett tiotal böcker i olika ämnen. Bland dessa märks Den Shinglade Diana (1926), Från vidder och vikar (1928), Handbok för jägare (1931, 4:e upplagan 1941), Friluftsliv (1932), Villaägarens handbok (1936), Den svenska skogen (1945, tillsammans med Torsten Lagerberg, Thorsten Streyffert med flera) och Jakt och villebråd (1947).